# Ponta Deilubun
Der Ponta Deilubun (auch Ponta Beaco) bildet den südlichsten Punkt des osttimoresischen Sucos Maluru (Verwaltungsamt Viqueque, Gemeinde Viqueque). Westlich mündet der Beaco in die Timorsee, noch ein Stück weiter westlich liegt der Ort Beaco.